# Union Mohammedia

O Union de Mohammédia é um clube de futebol marroquino que joga atualmente na Botola 2. O clube foi fundado em 1946 e está localizado na cidade de Mohammedia .

## História
O clube foi fundado em 1946.